# Aciotis aristellata
Aciotis aristellata es una especie de planta de flores perteneciente a la familia  Melastomataceae. Es endémica de Ecuador. Su hábitat natural son las montañas húmedas subtropicales o tropicales. 
Es un arbusto del que se conocen cinco poblaciones confinadas a pequeñas áreas del este de los Andes entre Baños y Puyo. No se han visto desde hace, al menos, 33 años. Sin embargo, no se sabe si pueden encontrarse en áreas protegidas en la parte norte del Parque nacional Sangay. Considerada "Rara" por la IUCN en 1997 (Walter and Gillett 1998). Las plantas son pequeñas y poco diferenciadas por lo que pueden pasar desapercibidas por los investigadores. La especie tipo fue destruida en el Herbarium de Berlín durante la 2ª guerra mundial. Ningún espécimen se encuentra en museos o herbarios de Ecuador.

## Fuente
- Cotton, E. & Pitman, N. 2004.  Aciotis aristellata.   2006 IUCN Red List of Threatened Species.   Bajado el 20-08-07.